# 1-Methylhypoxanthin
1-Methylhypoxanthin ist eine heterocyclische organische Verbindung mit einem Puringrundgerüst. Es ist ein Derivat des Hypoxanthins und kommt als Bestandteil des Nukleosids 1-Methylinosin (m1I) in der RNA vor.

## Gewinnung und Darstellung
1-Methylhypoxanthin kann durch Hydrolyse von 1-Methyladenin gewonnen werden.